# Mercury-Atlas 9
Mercury-Atlas 9 va ser l'última missió espacial tripulada del programa Mercury dels EUA, llançada el 15 de maig de 1963 des del Launch Complex 14 a Cape Canaveral, Florida. La nau espacial, anomenada Faith 7, va completar 22 òrbites terrestres abans d'amarar en l'oceà Pacífic, pilotat per l'astronauta Gordon Cooper, llavors major de la Força Aèria. El coet Atlas va ser el No. 130-D, i la nau espacial Mercury fou el No. 20.

## Tripulació
| Posició | Astronauta                                | Astronauta                                |
| ------- | ----------------------------------------- | ----------------------------------------- |
| Pilot   | L. Gordon Cooper, Jr. Primer vol espacial | L. Gordon Cooper, Jr. Primer vol espacial |

### Tripulació de reserva
| Posició | Astronauta           | Astronauta           |
| ------- | -------------------- | -------------------- |
| Pilot   | Alan B. Shepard, Jr. | Alan B. Shepard, Jr. |

### Directors de vol
- Chris Kraft—Equip roig
- John Hodge—Equip blau

## Paràmetres de la missió
- Massa: 1.400 kg
- Perigeu: 161 km
- Apogeu: 267 km
- Inclinació: 32,5°
- Període: 88,5 min